# Jean Schlumberger

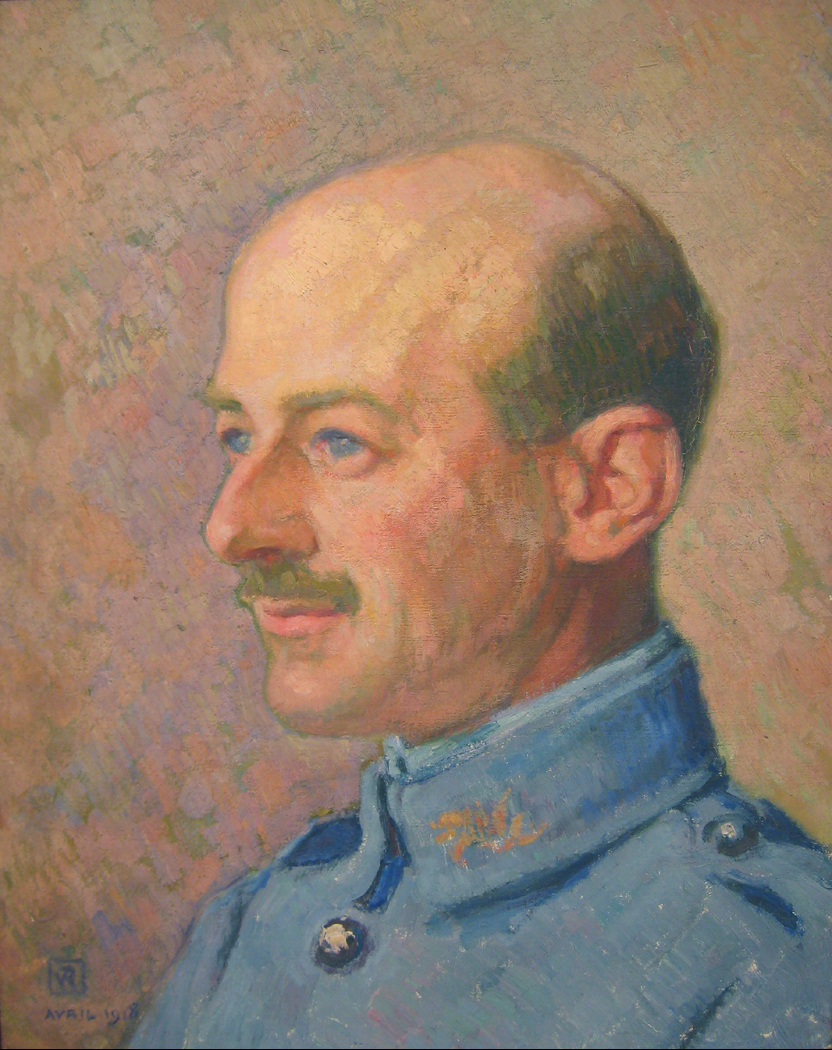
Jean Schlumberger (Théo van Rysselberghe, 1914)

Jean Schlumberger (* 26. Mai 1877 in Gebweiler, Reichsland Elsaß-Lothringen als Paul Conrad Nikolaus Johann Schlumberger; † 25. Oktober 1968 in Paris) war ein deutsch-französischer Journalist und Schriftsteller.

## Leben
Jean Schlumberger stammt aus einer wohlhabenden elsässischen Familie. Seine Brüder waren die Geophysiker und Geologen Conrad und Marcel Schlumberger.
1909 gründete er zusammen mit André Gide und anderen „aus dem Geist der Elite“ die Zeitschrift Nouvelle Revue Française, „von der sich sagen lässt, dass sie die Wiege der literarischen Moderne Frankreichs war“. 1926 gründete er zusammen mit Emil Mayrisch das Deutsch-Französische Studienkomitee. Nach dem Zweiten Weltkrieg war er Mitarbeiter der Zeitschrift Allemagne d’aujourd’hui. Schlumberger war in Paris der „zweite Vater“ des deutschen Schriftstellers Joseph Breitbach, der ihm und seinem eigenen Vater 1962 seinen Roman Bericht über Bruno widmete.
Schlumberger wandte sich von seinem ursprünglichen Protestantismus ab und vertrat den Agnostizismus. Erbsünde existierte für ihn zwar nicht mehr, seine literarischen Figuren tragen aber einen dauerhaften Kampf zwischen Instinkt und Gewissen, Gut und Böse aus. Er sprach sich für den Vorrang der unverhüllten Wahrheit und der sich selbst gegenüber rücksichtslosen Wahrhaftigkeit auf der einen Seite vor der Schicklichkeit auf der anderen Seite aus.

## Auszeichnungen und Ehrungen
- 1958 Deutsche Akademie für Sprache und Dichtung, Mitgliedschaft
- 1959 Goetheplakette der Stadt Frankfurt am Main

## Werke
- Théâtre, 1943 (11. Aufl.)
- Éveils, 1950 (4. Aufl.)
- Œuvres, 7 Bände 1958–1962
- Correspondance. Jacques Rivière – Jean Schlumberger, 1980
- Hommage à Émile Mayrisch. Rede in Baden-Baden am 4. Juli 1928 zum Tod des Geehrten. Colpach, Reihe: Souvenirs et témoignages, 1 (nicht im Handel), in: Œuvres, Band 5, S. 325–340
- Paul Desjardins. Témoignade; und L’Abesse de Pontigny. Beides in: In memoriam Paul Desjardins. Ed. de minuit, Paris 1949
- Dialogue avec le corps endormi. 1925, 1927, wieder in Essais et dialogues, 1937[5]
  - Deutsch von Aline Mayrisch: Zwiegespräche mit dem schlafenden Körper. Neue Rundschau, 1934
- Im Biwak. Deutsch von Joseph Breitbach. Zürich, Kurt-Bösch-Presse, 1957
- Leopard. Erzählung, in: Merkur, H. 10, 1957, Nr. 116
- Notes sur la vie littéraire: 1902–1968. Ed. établie, prés. et annot. par Pascal Mercier. Gallimard, Paris 1999. (Les cahiers de la NRF). ISBN 2-07-074814-6